# 小川博史
小川 博史（おがわ ひろし）は日本の歌手である。1992年、イーストウエスト・ジャパンよりデビュー。

## 人物
1959年1月3日、大阪市生まれ。京都外国語大学在学中より、ウェスト・コーストサウンドに魅了され、卒業後に渡米。アメリカのリアルな音楽体験の影響が、作曲や歌唱テクニックに反映されている。
帰国後、英語教師をしながら、バンドを結成し、関西圏にて活動。1992年にソロデビューしたものの、シングル2枚、アルバム1枚をリリースし、その後の活動は見られていない。
演奏楽器
- ギター
- キーボード

好きなアーティスト
- ケニー・ロギンス
- ドゥービー・ブラザーズ
- ポール・マッカートニー

等

## ディスコグラフィー

### シングル
- ハイウェイ・ドライバー（1992年9月10日、AMDW-6060）c/w セカンド・ブランク
- コヨーテ・カフェ（1993年1月25日、AMDW-6071）c/w I Love You

### アルバム
- You Love Me（1992年9月10日、AMCW-4140）
  - 1. ハイウェイ ドライバー（作詞：川村真澄、作曲：小川博史、編曲：中村哲、バックグラウンドヴォーカル編曲：小川博史＆中村哲）
  - 2. Second Blank（作詞：川村真澄、作曲：小川博史、編曲：中村哲、バックグラウンドヴォーカル編曲：小川博史＆中村哲）
  - 3. I Love You（作詞：川村真澄、作曲：小川博史、編曲：中村哲）
  - 4. コヨーテ　カフェ（作詞：川村真澄、作曲：小川博史、編曲：中村哲、バックグラウンドヴォーカル編曲：小川博史＆中村哲）
  - 5. 永遠になるために（作詞：川村真澄、作曲：小川博史、編曲：中村哲）
  - 6. 君　は　夕　陽（作詞：川村真澄、作曲：小川博史、編曲：中村哲、バックグラウンドヴォーカル編曲：小川博史＆中村哲）
  - 7. 12月のためいき（作詞：川村真澄、作曲：小川博史、編曲：中村哲、バックグラウンドヴォーカル編曲：小川博史＆中村哲）
  - 8. Dead Old Days（作詞：川村真澄、作曲：小川博史、編曲：中村哲、バックグラウンドヴォーカル編曲：小川博史＆中村哲）
  - 9. 優しい人（作詞：川村真澄、作曲：小川博史、編曲：中村哲、バックグラウンドヴォーカル編曲：小川博史＆中村哲）

## 楽曲提供
- AKIRA「Let's go on a journey」（作曲）